# Rhachicreagra drymocnemensis
Rhachicreagra drymocnemensis är en insektsart som beskrevs av Nicholas David Jago och David M. Rowell 1981. Rhachicreagra drymocnemensis ingår i släktet Rhachicreagra och familjen gräshoppor. Inga underarter finns listade i Catalogue of Life.